# Anacroneuria morsei
Anacroneuria morsei – gatunek widelnicy z rodziny widelnicowatych.
Gatunek ten opisany został po raz pierwszy w 2014 roku przez Billa P. Straka na łamach czasopisma „Illiesia”. Opisu dokonano na podstawie dwóch okazów samców, odłowionych w 1986 roku. Holotyp odłowiony został nad Rio La Paz, na północ od Vara Blanca, zaś paratyp nad Rio Negro w Parku Narodowym Rincón de la Vieja. Epitet gatunkowy nadano na cześć trichopterologa Johna Morse’a.
Widelnica ta ma ubarwienie żółte z brązowym wzorem. Ciemna pigmentacja na głowie obejmuje trójkątną plamę na przedzie czoła, przyoczka i ich przednie oraz boczne okolice oraz pozaoczną część potylicy. Na wierzchu przedplecza występuje żółta przepaska środkowa i ciemne nierówności boczne. Długość przedniego skrzydła u holotypu wynosi 20 mm. Genitalia samca charakteryzuje pozbawiony grzbietowych kilów, trójpłatowy wierzchołek edeagusa, przy czym małe płaty boczne zakryte są występującymi na jego brzusznej stronie płatami błoniastymi, a duży płat środkowy ma ścięty wierzchołek. Haczyki w genitaliach są smukłej budowy.
Owad neotropikalny, znany wyłącznie z Kostaryki. Podawany z prowincji Guanacaste i Alajuela, z rzędnych od 810 do 1340 m n.p.m..